# Toni García Peralta
Toni García Peralta (Valencia, Comunidad Valenciana, 1954), más conocido como Toni García, es un guionista y escritor español.
Estudió en la Universidad Internacional Méndez Pelayo (UIMP) donde, en 1995, obtuvo el máster en Escritura de Cine y Televisión. Más adelante, en 1996, realizó en la misma universidad un Taller de televisión junto con Miguel Machalsky. Y finalmente, en 2009, obtuvo el Curso de guion cinematográfico. Estudió, además, un año de derecho y realizó breves estudios de farmacia, solfeo y Bellas Artes.

## Influencias
El guionista reconoce la influencia recibida por el programa catalán de humor, Polònia: «Polònia es la referencia más directa que tenemos todos los guionistas que nos gustaría hacer humor mezclado con la política», aunque se declara seguidor del humor anglosajón, como los Monty Python. Asimismo, Se declara fan de Chiquito y Gila. También admira el humor surrealista y peculiar de José Mota, que puede encontrarse en su proyecto Rokambol News. Todos estos cómicos y humoristas influenciarán notablemente su trabajo.
Toni García habla del humor autóctono, reconociendo que no existe un humor valenciano en sí, como el gallego, el vasco, o el catalán, pero sí reconoce que en Valencia existe un estilo que se asemeja más al humor catalán, debido al tono socarrón y escatológico, como dice con sus palabras.

## Proyectos colaborativos
Su carrera le ha llevado a desarrollar distintas ocupaciones y le ha permitido dedicarse a distintos sectores de los medios comunicativos, llegando a ocupar el cargo de redactor y director creativo en agencias publicitarias de Valencia y Barcelona.
También ha trabajado en el ámbito televisivo como guionista, concretamente como especialista en sketches, en productoras valencianas, madrileñas y barcelonesas. Su comienzo fue en Canal 9 (RTVV), cuando aceptó en 2006 el trabajo de guionista en el programa Autoindefinits, que ganó el Premio Tirant en 2006 a la mejor serie de ficción. Su trabajo en esta serie duró un par de años, durante los cuales siguió trabajando en otros proyectos de la misma cadena, siendo guionista de sketches del programa Socarrats, que poseía un estilo similar, con una temática veraniega, ya que se emitía en la temporada estival. Esta serie, al igual que la anterior, ganó en 2009 el Premio Tirant, en la misma categoría que Autoindefinits. En 2008 empezó a trabajar en una nueva serie conocida como Evolución, y más tarde en el programa Check-in hotel, también pertenecientes a la productora Conta Conta Producciones RTVV.
Para la productora Sagrera TV escribe la serie Ell@s. emitida en Antena 3.
En 2010 escribe el cortometraje Post-it, que fue producido por la SGAE junto con el grupo Complot de Guionistas.
Sin embargo, no se dedicó únicamente a la televisión, sino que en 2010 también colaboró en proyectos radiofónicos durante dos años, como fue el caso del programa Complot en las Ondas de la Cadena Ser, en el que también se encargó de la parte del guion.
Y más adelante, en 2011, volvió a la televisión trabajando en la productora de Andreu Buenafuente conocida como el Terrat, en la que retomó su trabajo como guionista de sketches; y además ejerció el trabajo de redactor, en la serie Palomitas, emitida en Tele 5.
Por otro lado, también ha colaborado con alguna falla valenciana, como es el caso de la falla de Arrancapins, con un artículo en su llibret, reivindicando posteriormente, en alguna entrevista, la falta de crítica que hoy en día poseen, en comparación a la que tanto les caracterizaba hace décadas.
En 2019 trabajó en el guion de De fora vindrem, estrenada tras el confinamiento en el Teatre El Micalet.

## Proyectos propios
Aparte de trabajar para empresas y agencias, también ha dado el salto a trabajos y proyectos propios, como su página web de escritura creativa, conocida como Textos García. Esta página está dedicada a proporcionar ayuda y consejos de estilo textual, especialmente a empresas e instituciones relacionadas con el ámbito publicitario, redes sociales y medios audiovisuales, y muestra además una serie de ejemplos de textos publicitarios y una serie de sketches que sirven como guía a las empresas interesadas.
Otro ejemplo de su trabajo, que algunos consideran su mayor proyecto, es Rokambol News, que lleva entre manos desde 2011. Un blog valenciano de noticias satíricas, donde trabaja como redactor y editor, que ha otorgado a Toni García el reconocimiento público por su reivindicación política, mediante el uso de la ironía como método de liberación, y que asimismo, le ha proporcionado la posibilidad de publicar un libro.

## Libros publicados
El sketch. Cómo abordar su escritura sin torcerse un tobillo Prólogo de Michael Palin de Monty Python.
Rokambol. Noticias para leer en la Estación Espacial Internacional.
Libro publicado en 2015 que reúne una recopilación de los mejores titulares producidos por el blog Rokambol News, que fue publicado por la editorial valenciana Drassana y que cuenta con las ilustraciones de Carla Fuentes.